# Polizeiruf 110: Einer von uns
Einer von uns ist ein deutscher Kriminalfilm von Eoin Moore aus dem Jahr 2010. Es ist die 311. Folge innerhalb der Filmreihe Polizeiruf 110 und der erste Fall für Hauptkommissar Alexander Bukow, dargestellt von Charly Hübner, und die LKA-Beamtin Katrin König, dargestellt von Anneke Kim Sarnau. Die Haupt-Gaststars dieser Folge sind Vincent Krüger und Jella Haase.

## Handlung
Die junge Anne Böhm telefoniert mit ihrer Mutter. Sie befindet sich im gegenüberliegenden Haus bei ihrer Freundin Marleen, so dass die Mutter ihr zuwinken kann. Anne will bei ihrer Freundin übernachten. Anderentags wird eine junge Frau tot aufgefunden. Kriminalhauptkommissar Alexander Bukow, der gerade von Berlin in seine Heimatstadt Rostock zurückgekehrt ist, mischt sich unter die Gaffer und bekommt auf seine Frage, was da passiert sei, die Antwort, das sei sicher eine von den Koma-Kids, die hier immer ihre Partys mit Trinken bis zum Umkippen feiern würden. Ein Mann macht sich verdächtig, indem er türmt. Katrin König vom LKA verfolgt ihn zu Fuß, was Bukow sieht, der mit dem Auto hinter beiden herjagt. Der Mann entkommt ihnen trotzdem. Erst jetzt stellen sich König und Bukow einander vor. Es soll ihre erste Zusammenarbeit werden. Etwas später erzählt König Bukows Vorgesetztem Henning Röder, dass sie den ihr unangenehmen Auftrag aus Berlin habe, Bukow beobachten zu müssen, da es in seiner Vergangenheit einige Irritationen gäbe. Röder tritt sofort für den Kollegen ein und meint, Bukow sei ein guter Polizist. Worauf Katrin König erwidert, sie hätten einen Mord aufzuklären, da müssten ihre „Schnüffeleien“ eben warten. Später betont Röder noch einmal, dass Bukow sich definitiv nicht habe kaufen lassen. Worauf König erwidert, dass das gut sei, dann werde sie ja auch nichts finden. 
Die Tote wird später von den Eltern als Anne Böhm identifiziert. Die Mutter bricht weinend an der Leiche ihrer Tochter zusammen. Annes Freundin Marleen wird vermisst. Die Obduktion ergibt, dass Anne kurz vor ihrem Tod Geschlechtsverkehr hatte. Der Todeszeitpunkt wird auf 1.30 Uhr geschätzt. König vermutet, dass Anne vom Täter K.-o.-Tropfen verabreicht worden sind, um sie gefügig zu machen. Als sie dann gestorben sei, habe er panisch reagiert und eine Herzmassage versucht. Bei einer Durchsuchung von Annes Zimmer will König von deren Mutter wissen, ob sie sexuell schon aktiv gewesen sei. „Sie war erst 13“, lautet die Antwort von Frau Böhm. Vernehmungen mit Freunden der Toten ergeben, dass die vermisste Marleen anfangs bei der Party dabei gewesen sei, man sie später aber nicht mehr gesehen habe. Dann wird auch Marleen tot aufgefunden, es sollte vorgetäuscht werden, dass sie ertrunken sei, was aber nicht der Fall ist. Marleen ist erstickt worden. Bukow stellt unterdessen in einer Kneipe Ermittlungen an, ohne König hinzuzuziehen. Er fragt dort nach dem geheimnisvollen „Russen“. Lulu Möllner, eine Freundin der beiden Toten, will Anne und Marleen mit einem „Russen“ gesehen haben. Pöschel lässt nach ihren Angaben ein Phantombild dieses Mannes zeichnen. Wichtig ist auch Lulus Aussage, dass Anne ihre Unschuld an jenem Abend um jeden Preis habe verlieren wollen, sie hätte mit dem Russen „rumgemacht“. 
Als KHK Bukow einen Anruf von seiner Frau bekommt, hört man ihn ins Telefon sagen, sie solle alles abschließen und mit den Kindern drinbleiben. Er werde sofort kommen. Tatsächlich kann er einen jungen Mann dingfest machen, mit dem er ziemlich hart umspringt. Als seine Frau das moniert und meint, dass es so nicht gehe, nicht schon wieder, meint Bukow unvermittelt, sie habe eine Paranoia. Der junge Mann verteidigt sich mit dem Argument, er sei zu Bukow gekommen, weil „Bukow einer von ihnen sei“ – er sei doch hier im Viertel aufgewachsen. Er habe Anne nicht umgebracht. Vielmehr sei es so gewesen, dass Anne unbedingt mit ihm habe schlafen wollen, sie sei ganz scharf darauf gewesen, und dann hätten sie es eben gemacht. Anne hätte dann noch auf eine Party gewollt und er nicht, da sei sie sauer gewesen und einfach abgehauen. Katrin König nimmt den 13-jährigen Schüler namens Tom Becker zur Übernachtung mit zu sich nach Hause, weil Röder meint, dass er ihn nicht einfach dabehalten könne und sie ihn sich doch ohnehin anschauen wolle. Der junge Mann erzählt der Beamtin, dass er eigentlich nicht mit Anne habe schlafen wollen, da er eine Freundin habe, sie würden sich lieben und eine gemeinsame Zukunft planen. Er hätte Anne aber nicht enttäuschen wollen, weil sie es unbedingt gewollt habe. Bei einer weiteren Vernehmung geht Bukow den Jungen scharf an und meint, er glaube ihm nicht. Becker jedoch behauptet, dass Anne zu Koslow, einem Russen, habe gehen wollen. Der würde ihn umbringen, wenn er etwas sage. Weiter meint er, dass heute Abend wieder eine illegale Party stattfinde. 
König und Pöschel steigen über eine offene Balkontür bei Koslow ein. Als der schlafende Mann erwacht, überwältigt er Pöschel und verletzt ihn schwer an der Hand, indem er ihm fast einen Finger abbeißt. Als der Russe dann flieht, setzt König ihm hinterher und es gelingt ihr, ihn zusammen mit Bukow, der vor dem Haus im Auto saß, festzunehmen. Bei seiner Vernehmung besteht er darauf, seinen Anwalt hinzuzuziehen, und tut so, als könne er kein Wort Deutsch. Er gibt an, mit anderen Russen Karten gespielt zu haben. Er ahnt nicht, dass Bukow, der bei der Vernehmung anwesend ist, ausgezeichnet Russisch versteht und spricht und so weiß, dass Koslow seinen Anwalt angewiesen hat, schnell zu den Zeugen zu fahren und sie auf ihre Aussagen vorzubereiten. Koslow kommt daher nach kurzer Zeit wieder frei. Allerdings hat Bukow ihm zuvor noch gedroht, er würde dafür sorgen, dass es ihm in Rostock bald gar nicht mehr gefallen würde, denn er habe gute Kontakte zu dessen russischen Kollegen, mit denen er wohl gerne noch weiter zusammenarbeiten möchte. Etwas später macht Pöschel seinen Kollegen Bukow gegenüber König schlecht, verliert sich in Andeutungen wegen einer Sache in Berlin und meint, er frage sich zum Beispiel, womit Bukow sich sein Haus finanziert habe bzw. leisten könne. 
Beim Joggen erhält Katrin König einen Anruf von Anne Böhms Mutter. Sie lässt die Beamtin wissen, dass ihr Mann Unterlagen bei Anne gefunden habe, aus denen hervorgehe, dass der Jugendleiter der Schule und Marleens Vater sich an ihre Tochter herangemacht habe. Als dieser daraufhin vernommen wird, empört er sich, dass sie 13 gewesen sei und er Anne seit dem Kindergarten kenne. Sie habe ihm einen Brief geschrieben. Er habe ihr aber erklärt, dass sie viel zu jung für ihn sei. Sie habe darauf erwidert, dass sie dann eben warten werde, bis sie alt genug sei, da sie mit keinen anderen schlafe wolle, sondern nur mit ihm. Da wird König klar, dass Tom sie belogen hat. Sie meint wenig später zu Bukow, dass Lulu und Tom ein Paar seien und Lulu Tom beschützen würde. Keinesfalls habe Anne freiwillig mit Tom geschlafen. Er habe ihr Tropfen gegeben und sie dann vergewaltigt. Bei einer erneuten Befragung Lulus gibt diese zu, dass Tom Anne nur ein paar Drogen gegeben hätte und dann sei sie einfach gestorben. Marleen hätte etwas mitbekommen und „Stress gemacht“. König will daraufhin wissen, was sie mit Marleen gemacht hätten. Lulu äußert sich dazu nicht konkret und will einfach nicht wahrhaben, wie Tom wirklich ist. Nur widerwillig gibt sie preis, wo er sich versteckt hält. Als die Beamten sich seinem Versteck, einer Werft, nähern, sichtet Tom Becker sie, der sich im Oberdeck aufhält, und will sich davonmachen. Es gelingt dem jungen Mann, ein Motorboot zu erreichen, dessen Motor jedoch stockt, als er davonfahren will. König springt daraufhin ins Wasser, wird von Tom jedoch kaltblütig immer wieder unter Wasser gedrückt, als sie aufs Boot will. Bukow schießt dem jungen Mann daraufhin ins Bein.
Im Polizeikommissariat ist gerade eine weitere Meldung eingegangen: „Junger Russe auf einem Motorboot aufgefunden, Überdosis … Genaues weiß man nicht.“ Bukow daraufhin: „Oder Pöschel hat's ihm heimgezahlt.“

## Produktion und Hintergrund
Gedreht wurde vom 15. September bis zum 13. Oktober 2009 in Berlin-Altglienicke und in Rostock. Die Erstausstrahlung erfolgte am 18. April 2010 in Das Erste bei der ARD. Arbeitstitel dieser Folge war Polizeiruf 110: Schneekönig.
Nachdem der Polizeiruf aus Schwerin, in dem Uwe Steimle als Jens Hinrichs 15 Jahre lang gemeinsam mit wechselnden Partnern (Kurt Böwe, Jürgen Schmidt, Henry Hübchen und Felix Eitner) ermittelte, eingestellt wurde, verlegte der NDR den Schauplatz nach Rostock. Bukow und König bilden dort das neue Polizeiruf-Team.
Im Rahmen des Studio Hamburg Nachwuchspreises 2011 war der Regisseur Eoin Moore für den Hamburger Krimipreis nominiert und Jella Haase, die die Lulu spielte, für den Günter-Strack-Fernsehpreis.

## Rezeption

### Einschaltquote
Bei seiner Erstausstrahlung am 18. April 2010 erreichte diese Polizeiruf-Folge mit dem neuen Ermittlerduo aus Rostock 8,32 Millionen Zuschauer, was einem Marktanteil von 24 % entsprach.

### Kritik
TV Spielfilm fasste zusammen „Milieustudie von seltener Präzision“. Rainer Tittelbach von tittelbach.tv urteilte: „Das Team vom ‚Meck-Pomm-Polizeiruf‘ ist neu und umgezogen: ‚Tatort Rostock‘ ist ein gutes Pflaster, Alexander Bukow und Katrin König sind ein bodenständiges Duo und Charly Hübner und Anneke Kim Sarnau die dazu passenden Gesichter. Ein physisch starker Einstieg und ein Held unter Korruptionsverdacht, authentische Charaktere und realistische Anmutung.“ Kino.de meinte, dass der Film „rundum gelungen“ sei, „zumal er im Unterschied zu den anderen ‘Tatort’- und ‘Polizeiruf’-Strukturen eine klare Maxime gesetzt [habe]: Hauptfiguren sind nicht die jeweiligen Episodengäste, sondern die Ermittler.“ Die Fernsehzeitschrift Hörzu meinte: „Starker 1. Fall für das Rostocker ‚Polizeiruf‘-Gespann König/Bukow“ und urteilte weiter „Toller Einstand des starken Teams“ und gab die Höchstwertung „Großartig“.